# Pentalogie
Pentalogia poate defini:
- o serie de cinci opere literare având o idee și personaje comune,
- apariția simultană a cinci elemente
- sau asocierea a cinci simptome.